# Julian Krawczyński
Juliusz Rudolf Michał Krawczyński (ur. 15 czerwca 1902 w Prokopowie, zm. 24 grudnia 1969 w Poznaniu) – polski żołnierz podziemia niepodległościowego w czasie II wojny światowej, szef III oddziału gospodarczego, komendy powiatowej powiatu średzkiego Batalionów Chłopskich.

## Życiorys
Był synem Bogusława Krawczyńskiego (1862-1938) i Franciszki z Dropińskich (1861-1936).
Szkołę powszechną ukończył w Prokopowie. Naukę kontynuował w Gimnazjum Humanistycznym w Środzie Wielkopolskiej, w 1924 otrzymał świadectwo dojrzałości.
Studia rozpoczął w tym samym roku na Wydziale Prawno-Ekonomicznym Uniwersytetu Poznańskiego.
Jednocześnie rozpoczął pracę jako referent w Krajowej Ubezpieczalni Ogniowej w Poznaniu. Od 1928 roku do 1933, działał jako referent w Komisariacie do Spraw Likwidacji Niemieckiej w Poznaniu.
Tytuł magistra otrzymał w 1933 na Uniwersytecie Poznańskim.
W tym samym roku został mianowany aplikantem sądowym na Okręg Sądu Apelacyjnego i Okręgowego w Poznaniu, oraz Sądu Grodzkiego w Środzie Wielkopolskiej.
W dniu 04-06-1937 przed Komisją Egzaminacyjną przy Sądzie Apelacyjnym w Poznaniu złożył egzamin sędziowski.
W tym samym roku zostaje zatrudniony w Sądzie Grodzkim w Środzie Wielkopolskiej.
W 1938 roku otrzymał mianowanie na sędziego Sądu Grodzkiego w Chorzowie, a w roku następnym w Sądzie Grodzkim w Katowicach. Zamieszkał wraz z rodziną w mieszkaniu służbowym, w willi dyrektora kopalni Wujek.
Po wybuchu wojny wrócił do rodzinnego Ruszkowa.
Ukrywał się, jednocześnie pracując jako pisarz i księgowy w majątku dawniejszej Fundacji Kórnickiej w Babinie koło Środy Wielkopolskiej.
Przed zakończeniem wojny otrzymywał od łączników działających w podziemiu, przyznaną mu pensję, gdyż był typowany na przyszłego burmistrza Środy Wielkopolskiej.
Z chwilą wyzwolenia tj. od 31-01-1945 do 20-03-1945 pracował jako kierownik i zabezpieczał mienie Sądu Grodzkiego w Środzie Wielkopolskiej.
Od 1945 podjął pracę jako naczelnik Wydziału Administracyjnego Wojewódzkiego Urzędu Ziemskiego w Poznaniu.
W tym samym roku był jedną z osób które witały w Poznaniu Stanisława Mikołajczyka.
W sierpniu 1946 został aresztowany przez Delegaturę Komisji Specjalnej do Walki z Nadużyciami i Szkodnictwem Gospodarczym w Poznaniu.
Dochodzenie umorzono z powodu braków winy.
W 1948 wstąpił do Stronnictwa Ludowego.
Pracował również jako główny księgowy w Powiatowym Zarządzie Gminnych Spółdzielni w Puszczykowie, gdzie zaprzyjaźnił się z lekarką - Marią Gładyszową.
Po odwilży i wypadkach poznańskich, w 1956 zostaje Przewodniczącym Prezydium Rady Narodowej Osiedla w Puszczykowie, funkcję tę pełnił do 1960 roku.
Warunkiem dalszej pracy na tym stanowisku było wstąpienie do Polskiej Zjednoczonej Partii Robotniczej, co było głęboko niezgodne z jego poglądami politycznymi i na co się nigdy nie zdecydował.
Był jednym z nielicznych w ówczesnym czasie przewodniczących, posiadających wyższe wykształcenie.
W okresie powojennym pomagał społeczności puszczykowskiej, zajmował się tłumaczeniami z języka niemieckiego, angielskiego i francuskiego, udzielał porad prawnych, zasiadał w Zarządzie Komitetu Rodzicielskiego Szkoły Powszechnej w Puszczykowie.
Został pochowany na cmentarzu parafialnym w Puszczykowie.

## Życie prywatne
Pochodził z wielodzietnej rodziny, jego ojciec- Bogusław Krawczyński był nauczycielem w Rusiborzu, Cerekwicy, Broniszewicach i Prokopowie. Juliusz Krawczyński ożenił się w 1935 w Poznaniu z córką poznańskiego kupca i zegarmistrza Mikołaja Daneckiego- Ludomiłą (ur. 1910 Poznań, zm. 1996 Puszczykowo). Pozostawił troje dzieci: Elżbieta Małgorzata Nowak (ur. 1938 Katowice-Ligota, zm. 1991 Poznań), Izabela Róża Adamczak (ur. 1946 Puszczykowo), Andrzej Krawczyński (ur. 1947 Puszczykowo).